# Mastigonodesmus boncii
Mastigonodesmus boncii är en mångfotingart som beskrevs av Henri W. Brölemann 1908. Mastigonodesmus boncii ingår i släktet Mastigonodesmus och familjen plattdubbelfotingar. Inga underarter finns listade i Catalogue of Life.